# Full Metal Panic! The Second Raid
Full Metal Panic! The Second Raid (フルメタル パニック！The Second Raid?, Furu Metaru Panikku! The Second Raid) è il terzo capitolo dell'anime dedicato all'universo di Full Metal Panic!. In realtà The Second Raid si propone come il vero e proprio seguito delle vicende narrate nella prima serie televisiva. Le atmosfere scolastiche di Full Metal Panic? Fumoffu, intrise di gag e situazioni paradossali, lasciano nuovamente il passo all'azione e all'evolversi della storia.
Basato sui due romanzi "The end of Day by Day" di Shōji Gatō, rispettivamente i numeri otto e nove della serie, l'anime si compone di 13 episodi di 25 minuti circa. Gli episodi da 4 a 7 sono la trasposizione del VIII romanzo, mentre gli episodi da 8 a 13 sono la trasposizione del IX romanzo.
La serie è andata in onda per la prima volta in Giappone sul canale WOWOW, dal 13 luglio al 19 ottobre 2005.
I diritti per la distribuzione in Italia nel circuito home-video sono stati acquistati dalla Dynit, che distribuisce l'intera serie in 4 DVD, usciti il 29 ottobre 2008 (DVD 1), il 26 novembre 2008 (DVD 2), il 12 dicembre 2008 (DVD 3) e il 28 gennaio 2009 (DVD 4). La serie è stata trasmessa ogni martedì alle ore 21.30, su MTV, dal 28 ottobre 2008 al 3 febbraio 2009.
Tale serie ha però alcune discrepanze con il romanzo: i primi quattro episodi sono stati scritti appositamente per la serie e sono stati introdotti dei personaggi completamente nuovi, ma è stata comunque riservata notevole attenzione al non dar luogo ad alcuna contraddizione.
Esiste anche un OAV, seguito di The Second Raid, dal titolo Wari to hima na sentaichō no ichinichi (lett. "Un giorno relativamente tranquillo del colonnello"), uscito il 26 maggio 2006. Quest'ultima opera ha come protagonista il colonnello Teletha Testarossa, ed è di genere umoristico.

## Trama

Sōsuke Sagara

Dopo gli eventi della serie precedente, Sōsuke Sagara continua la sua missione di protezione di Kaname Chidori, mentre la Mithril porta avanti i suoi principi per mantenere la pace nel mondo. Questa interviene per sedare un misterioso gruppo di rivoltosi che ha rapito gli ambasciatori della Cina del nord e della Cina del sud, riuniti per tentare di trovare un accordo che possa porre fine alla guerra civile. Durante la missione i soldati Mithril cadono però in una trappola: le loro comunicazioni vengono intercettate e trasmesse al nemico dal traditore Vincent Blueno, che ne era il responsabile. Grazie a un astuto stratagemma quasi tutti riescono ad uscire sani e salvi.
Kurz e Melissa partono alla cattura del traditore in Sicilia, a Canicattì, ma vengono scoperti durante la fuga. Raggiunti poco dopo da Sōsuke, iniziano una fuga rocambolesca riuscendo a salvarsi solo grazie a un misterioso AS che li aiuta a fuggire. Successivamente durante l'interrogatorio Blueno ammette di essere stato corrotto dall'Amalgam, un'organizzazione segreta con lo scopo di sviluppare e testare sul campo nuove tecnologie militari.
Nel frattempo Sōsuke riceve l'ordine firmato (sebbene a malincuore) dal colonnello Teresa "Tessa" Testarossa per conto della Mithril di rientrare alla base di Merida, e di lasciare Kaname sotto la custodia segreta di un altro agente di nome Wraith. Sconvolto e arrabbiato, lascia il suo appartamento senza dire nulla a Kaname, come stabilito dagli ordini. Tornato alla base, Tessa in lacrime spiega a Sōsuke che il motivo del richiamo consiste nel suo AS: infatti contro le tecnologie dell'Amalgam, l'Arbalest è l'unica arma efficace. Proprio con l'Arbalest Sōsuke ingaggia un combattimento con Clouzot, nuovo comandante della SRT nonché pilota dell'AS intervenuto durante la fuga in Sicilia. Groseaux vince sebbene Sōsuke usasse il Lambda Driver, spiegandogli che il motivo della sua sconfitta risiedesse nella scarsa fiducia che riponeva nell'Arbalest.
Intanto ad Hong-Kong Yu Fan e Yu Lan, due sorelle implicate nell'Amalgam, disobbediscono agli ordini seguendo solo quelli del loro "sensei" (maestro): Yu Lan ha il compito di uccidere Kaname. Quest'ultima, spaventata per la scomparsa di Sōsuke riesce a sorprendere Wraith, del quale si era insospettita. Improvvisamente Wraith viene ferito da Yu Lan e a Kaname non resta che fuggire. Miracolosamente riesce a stendere l'inseguitrice e, subito dopo, appare un giovane che si presenta come Leonard Testarossa che ordina a uno dei suoi uomini, in realtà piccoli AS dotati di intelligenza artificiale, di uccidere Yu Lan. A morte avvenuta, prima di andarsene Leonard ruba un bacio a Kaname, che rimane sola e in lacrime.
Yu Fan incomincia a seminare morte e distruzione per Hong Kong. La Mithril interviene inviando una squadra sotto copertura (tra cui Melissa e Sousuke) con il compito di trovare l'AS nemico. In preda al rimorso di aver lasciato Kaname, Sōsuke causa un incidente stradale in seguito al quale decide di abbandonare la missione. Girovagando solo e confuso per Hong Kong, Sōsuke trova alcuni messaggi in codice rivolti a lui: indagando si trova davanti al sensei di Yu Fan e Yu Lan: Gauron. Grazie al Lambda Driver era riuscito a sopravvivere, sebbene ora fosse in pessimo stato (vedi ultima puntata di Full Metal Panic!). Dopo una lunga discussione Gauron, pensando che Yu Lan non avesse fallito, dice a Sōsuke di avere ucciso Kaname. Questo in preda alla rabbia, lo uccide.
Mentre i suoi compagni si apprestano a cominciare la battaglia, gli viene inviato l'Arbalest su ordine di Tessa ma Sōsuke, distrutto dalla notizia, non ha la forza di utilizzarlo. Improvvisamente appare proprio Kaname, arrivata ad Hong Kong grazie a Wraith, che riesce a ridargli coraggio e fiducia. Così rinvigorito, Sōsuke entra nella battaglia contro l'Amalgam, che nel frattempo era riuscita ad uccidere Yu Fan. Dopo uno scontro violento, esce come assoluto vincitore sebbene fosse in netta inferiorità numerica.
La storia si conclude felicemente: pur continuando a lavorare come mercenario (sebbene con uno stipendio ridotto) Sōsuke decide di tornare in Giappone e di continuare la sua vita da studente insieme a Kaname.

## Doppiaggio
| Personaggio               | Doppiatore originale | Doppiatore italiano   |
| ------------------------- | -------------------- | --------------------- |
| Sōsuke Sagara             | Tomokazu Seki        | Simone D'Andrea       |
| Kaname Chidori            | Satsuki Yukino       | Perla Liberatori      |
| Kurz Weber                | Shin'ichirō Miki     | Francesco Pezzulli    |
| Teresa "Tessa" Testarossa | Yukana               | Letizia Ciampa        |
| Melissa Mao               | Michiko Neya         | Barbara De Bortoli    |
| Com. Andrey Kalinin       | Akio Ōtsuka          | Leslie James La Penna |
| Com. Richard Mardukas     | Tomomichi Nishimura  | Stefano Mondini       |
| Gauron                    | Masahiko Tanaka      | Roberto Draghetti     |
| Kyoko Tokiwa              | Ikue Kimura          | Federica De Bortoli   |

## Episodi
| Nº | Titolo italiano Giapponese 「Kanji」 - Rōmaji                       | In onda           | In onda          |
| Nº | Titolo italiano Giapponese 「Kanji」 - Rōmaji                       | Giapponese        | Italiano         |
| 1  | La fine dei giorni 「終わる日々」 - Owaru hibi                      | 13 luglio 2005    | 28 ottobre 2008  |
| 2  | Sotto la superficie dell'acqua 「水面下の状景」 - Suimenka no jōkei | 20 luglio 2005    | 4 novembre 2008  |
| 3  | Il labirinto ed il drago 「迷宮と竜」 - Meikyū to ryū               | 27 luglio 2005    | 11 novembre 2008 |
| 4  | Day light 「デイライト」 - Daylight                                 | 3 agosto 2005     | 18 novembre 2008 |
| 5  | Splendida Sicilia 「うるわしきシチリア」 - Uruwashiki Sicilia       | 10 agosto 2005    | 25 novembre 2008 |
| 6  | Edge of Heaven 「エッジ・オブ・ヘヴン」 - Edge of Heaven            | 17 agosto 2005    | 2 dicembre 2008  |
| 7  | Abbandono 「とりのこされて」 - Tori no kosarete                     | 24 agosto 2005    | 9 dicembre 2008  |
| 8  | Jungle Groove 「ジャングル・グルーブ」 - Jungle Groove              | 14 settembre 2005 | 16 dicembre 2008 |
| 9  | Il problema di lei 「彼女の問題」 - Kanojo no mondai                | 21 settembre 2005 | 23 dicembre 2008 |
| 10 | Le due Hong Kong 「ふたつの香港」 - Futatsu no Hong Kong            | 28 settembre 2005 | 13 gennaio 2009  |
| 11 | Il problema di lui 「彼の問題」 - Kare no mondai                    | 5 ottobre 2005    | 20 gennaio 2009  |
| 12 | Hong Kong in fiamme 「燃える香港」 - Moeru Hong Kong                | 12 ottobre 2005   | 27 gennaio 2009  |
| 13 | Continuando giorno per giorno 「つづく日々」 - Tsuzuku hibi         | 19 ottobre 2005   | 3 febbraio 2009  |

## Sigle
L'edizione italiana utilizza le sigle originali giapponesi
Sigla iniziale giapponese
- Minami kaze (南風? lett. Vento del sud) , testo e musica di Shinichi Asada, arrangiamento di Shin Nishida, è interpretata da Mikuni Shimokawa

Sigla finale giapponese
- Sigla finale: Mouichido kimi ni Aitai (もう一度君に会いたい? lett. Ti voglio rivedere ancora), testo di Kar Chali, musica di Gajin, arrangiamento di Shin Nishikawa, è interpretata da Mikuni Shimokawa

## Citazioni da altre opere
- Nel sesto episodio (Edge of Heaven - Al limite del Paradiso), subito dopo che Chidori colpisce Sōsuke a causa del suo temperamento poco adatto alla vita civile (Sagara ha appena minacciato il parrucchiere che stava per tagliargli i capelli con la sua pistola), la scena si sposta appena fuori dal salone di bellezza. Il ragazzo che passa in bicicletta, quello che osserva gli avvenimenti alla vetrina, l'uomo vicino a questi e la ragazza di spalle sulla destra, sono, nell'ordine: L, Light Yagami, Soichiro Yagami e Misa, i quattro protagonisti di Death Note.